# آنگوفورا (سرده)
آنگوفورا (سرده)(نام علمی: Angophora) نام یک سرده از تیره مورت است.